# 建設発生土
建設発生土（けんせつはっせいど - Soil come from Construction / Surplus Soil）とは、建築工事及び土木工事などで建設副産物として発生する土のことである。一般的には建設残土（けんせつざんど）とも呼ばれる。本項ではその多岐にわたる実情を踏まえ発生から処理までを例示で述べる。

## 概要
建設発生土は字義通り、建設作業において基礎工事など全工程の比較的初期の段階で多く発生する、その計画における建設現場では使用用途がない土のことである。
上位概念である「建設副産物」には、コンクリート塊やアスファルト・コンクリート塊、建設汚泥、建設発生木材などの産業廃棄物、油などの特別管理産業廃棄物、除草で出る刈草などの一般廃棄物、そして廃棄物が分別されていない建設混合廃棄物などが廃棄物処理法や国土交通省によって分類定義されているが、建設発生土は廃棄物処理法に規定する廃棄物には該当しない。しかし、産業廃棄物に該当するものが混入している場合は、それを取り除かなければ産業廃棄物に該当する。

## 発生
土木工事や建築工事により構造物を造る場合、大抵の場合その工事の当初に地面を掘削することになる。そして構造物を造った後に土で埋め戻しを行う。この際、構造物を造ったために、埋め戻しをしても余剰の土砂が出ることになる。これが建設発生土である。
かつては敷地内で掘削した土砂は場外（当該敷地外）処分とし、次いで埋め戻しに用いる土として新規購入した山砂などを充てていた。土砂の搬出処分と新規購入の二重の経費を掛けていたことになる。このため、結果的には建設工事による余剰発生土が定量的に新規需要の量を上回り、埋立など他での需要に利用されたが、一方では新たな土砂が不足し、過剰な掘削による景観破壊やコンクリートへの海砂混入などが問題となってきた。近年では限りある資源としての土を有効に利用するために、現場で掘削した土砂をいったん場内または場外で保管し、改めてこれを埋め戻し再利用して余剰分だけを場外処分とするようになった。

## 分別
工事の現場で余剰になった土砂に混入物が混じってしまう場合があるが、この状態のままでは産業廃棄物混じりの土砂となり利用価値がない。例えば、山などを宅地造成した現場で伐木した木の根が土砂に混じっている状態、既設の構造物を撤去する過程でコンクリート殻や砕石が混入した場合などである。これらは分別し、個々の処分を行っている処理場へ搬出しなければならず、これを取り除いてはじめて建設発生土として有効利用することができるようになる。
第1種建設発生土（砂、礫及びこれらに準ずるもの）
コーン指数 - 
- 『礫質土［礫（G）、砂礫（GS）］』
- 『砂質土［砂（S）、礫質砂（SG）］』
- 『第1種改良土［人工材料[改良土（I）］』

注：同等の品質が確保できているもの。
第2種建設発生土（砂質土、礫質土及びこれらに準ずるもの）
コーン指数  800以上
- 『礫質土［細粒分まじり礫（GF）］』
- 『砂質土［細粒分まじり砂（SF）］』
- 『第2種改良土［人工材料[改良土（I）］』

注：砂同等の品質が確保できているもの。
第3種建設発生土（通常の施工性が確保される粘性土及びこれに準ずるもの）
コーン指数 400以上
- 『砂質土［細粒分まじり砂（SF）］』
- 『粘性土［シルト（M）、粘土（C）］』
- 『火山灰質粘性土［火山灰質粘性土（V）］』
- 『第3種改良土［人工材料[改良土（I）］』

注：砂同等の品質が確保できているもの。
注：含水比40%程度以下
第4種建設発生土（粘性土及びこれに準ずるもの（第3種建設発生土を除く））
コーン指数 200以上
- 『砂質土［細粒分まじり砂（SF）］』
- 『粘性土［シルト（M）、粘土（C）］』
- 『火山灰質粘性土［火山灰質粘性土（V）］』
- 『有機質土［有機質土（O）］』
- 『第4種改良土［人工材料[改良土（I）］』注：砂同等の品質が確保できているもの。

注：含水比40 - 80%程度
泥土
コーン指数 200未満
- 『砂質土［細粒分まじり砂（SF）］』
- 『粘性土［シルト（M）、粘土（C）］』
- 『火山灰質粘性土［火山灰質粘性土（V）］』
- 『有機質土［有機質土（O）］』
- 『高有機質土［高有機質土（Pt）］』

注：含水比80%以上

## 再利用
建設発生土は利用基準により、その土の特性に応じた適用がなされ、コーン指数（土の固さを示す指数）、含水比、粒子の大きさなどの基準で判定が行われる。これにより埋立工事などその土の特性に最適な再利用がなされる。大きな区分として第一種から第四種までの建設発生土および泥土の五段階があり、工作物の埋め戻し、土木工事の裏込め、道路工事の盛土に使用できる基準区分がある。また石灰を混ぜるなどして改良土として生まれ変わる場合もある。
現在、公共工事においては、現場から出る建設発生土を有効利用するために、購入山砂はなるべく使用せず個々の工事間で建設発生土の流用を図ることを原則にしている。
また、建設発生土を埋立に利用しようとする場合は、県や市町村によってはいわゆる残土条例により適切な埋め立てが求められるほか、農地法など関係法令を遵守して行わなければならない。

## 保管
地中の土や水中の泥は長い年限をかけて徐々に堆積してきたものであり、土や泥を構成している各粒子の空隙は圧縮され、粒子交互は一般的には団粒構造をとって安定状態にある。安定状態に保たれている粒子で構成されている土や泥に対して掘削あるいは浚渫といった物理的な力が加わると、団粒構造にあった各粒子同士の位置に乱れが生じて、各粒子の隙間には空気が混じる。この時、地上に運び出された土や泥の体積は地中あるいは水中にあった状態に比較して約3倍程度に増加する。さらに地上へ運び出された土は、土を構成する各粒子同士で互いに粘りを持ちながら重力に対して安定状態を保とうとして、摩擦力や剪断力が生じる。その結果、一定の傾斜角度以上では崩壊が生じて、各粒子が安定して堆積するために築山状態にならざるを得ず、土中や泥中に置かれた状態に比べて前述の体積はもとより相当数の設置面積が必要となる。

## 残土処理の問題
日本では建設残土を有料で引き受けた業者が、残土を山林などに投棄するケースが全国的に目立っており、これらが大雨などで崩落するケースも多発している。
また、首都圏で発生した建設残土が、三重県紀北町など残土処理について条例で規制していない自治体へ大量に搬入され投棄されている実態も明らかとなっており、「都市部の残土を地方に押し付けている」と批判されている。
毎日新聞による自治体へのアンケートでは「条例ではカバーできないとして、国による法規制が必要」との回答が多数となっている。